# Yale Lary
Robert Yale Lary (Fort Worth, Texas, 24 de noviembre de 1930 – Fort Worth, Texas, 11 de mayo de 2017), más conocido como Yale Lary, fue un jugador profesional estadounidense de fútbol americano que se desempeñó en la posición de safety y punter en la National Football League (NFL). Es miembro del Salón de la Fama del Fútbol Americano Profesional.

## Carrera
Lary jugó como profesional once temporadas en Detroit Lions (1952-1953, 1956-1964), equipo en el que se retiró.

## Reconocimiento
El 28 de julio de 1979, ingresó como miembro al Salón de la Fama del Fútbol Americano Profesional.